# コルカノン
コルカノン（英: Colcannon、愛: Cál ceannann）とは、ジャガイモを主な材料として作る伝統的なアイルランド料理である。ジャガイモをマッシュポテトにして調味料を加えた上で、ケールあるいはキャベツのような緑色の野菜を加えて彩を添える。

## 調理
コルカノンには、基本的にデンプンの多いタイプのフラワリー系のジャガイモを使用する。
コルカノンの伝統的な調理法は、マッシュポテトにケール、あるいはキャベツを加え、そこに牛乳あるいはクリームを加えて煮込み、バターと食塩・コショウで味を調えて作る。他にワケギ、リーキ、チャイブを加える場合もあり、地域や家庭によって様々な差異が見られる。
一般的には、茹でたハムやバックベーコンなどと一緒に食べられることが多い。

## アイルランドの酪農畜産業とコルカノン
アイルランドは西方を流れる大規模な暖流の北大西洋海流と、その上を渉る偏西風の影響で、高緯度地域の割には温暖であるものの、夏期でも平均気温が15 ℃程度と冷涼である。
このような冷涼な気候ながら、降水量は充分な事も手伝い、アイルランドでは農業も行われてきた。2009年現在、アイルランドでは、オオムギやコムギやエンバクなども栽培されているものの、コルカノンの主材料であるジャガイモも主要な産品であり、2009年には約36万トンの収穫があった。
さらに、しばしばコルカノンに彩を添えるために使用されるキャベツも、2009年には約5.0万トンと充分な収穫があった。
この他、アイルランドでは酪農や畜産も営まれている。
したがって、コルカノンに使用される材料でアイルランドが自給できない物は、コショウなど一部の材料に限られる。

## 時節とコルカノン

### ハロウィンの料理としてのコルカノン
アイルランドにおいてコルカノンは、ハロウィンの際の料理としても知られている。ただし、例えばボクスティもアイルランドでハロウィンの際に供されるジャガイモ料理として知られている。このようにアイルランドでハロウィンの際に供されるジャガイモ料理として知られている物は、コルカノンだけではないことを断っておく。
ケルト人の暦では、農作業が全て終わった時期に当たる10月31日のハロウィンの日が1年の終わりで、11月1日が新年だった。したがって、1年納めの日に食べる料理という意味合いもあったことになる。なお、コルカノンに使用されるデンプンの多いタイプのフラワリー系のジャガイモがアイルランドで盛んに収穫されるのは、秋が深まってからであり、このハロウィンの時期は、ちょうどアイルランドにおけるフラワリー系の新ジャガイモが豊富に手に入る時期に当たる。

### Saint Patrick dayの料理としてのコルカノン
また、例えばキャベツの外葉のように緑色の野菜を加えると、その他の材料が白っぽい色をしているコルカノンは、緑色に仕上がる。ところで、アイルランドの国旗には緑色の部分も含まれる上に、例えば、アイルランドで祝われるSaint Patrick dayでは、アイルランドの人々も緑色の物を身に付ける慣習が見られる。そして、このSaint Patrick dayを祝う料理として、緑色に仕上げたコルカノンが供される場合もある。

### 普段の料理としてのコルカノン
ただ、そもそもコルカノンは比較的安価な材料だけで作ることができる上に、収穫後に冷暗所であれば長期保存が可能なジャガイモを主要な材料として使用する料理であるため、過去にはアイルランドにおいて年間を通して食べられる主要な料理という位置にあった。
しかし、現在ではケールなどの緑色の葉野菜の旬である夏から冬にかけて食べられることが多い。